# 대한민국 민법 제632조
대한민국 민법 제632조는 임차건물의 소부분을 타인에게 사용케 하는 경우에 대한 민법조문이다.

## 조문
제632조(임차건물의 소부분을 타인에게 사용케 하는 경우) 전3조의 규정은 건물의 임차인이 그 건물의 소부분을 타인에게 사용하게 하는 경우에 적용하지 아니한다.

## 사례
- 상가건물을 임차하여 화장품 가게를 운영하던 중 주인의 허락없이 가게의 작은 부분을 다른 사람에게 네일샵으로 운영할 수 있도록 세를 주는 것은 가능하다[1]

- 방 2개짜리 주택에서 임대차 계약을 체결하고 살던 중 함께 살던 친구가 주인의 허락 없이 빈방을 다른 사람에게 월세를 줄 수 있다[2]